# Корморан Страйк
„Корморан Страйк“ (на английски: Cormoran Strike) е поредица от криминални романи, написани от британската писателка Дж. К. Роулинг и публикувани под псевдонима Робърт Галбрейт. Историята разказва случаите на измисления британски частен детектив Корморан Страйк и неговата партньорка Робин Елакот. Към декември 2023 г. са публикувани седем романа от поредицата. Роулинг заявява след третата книга, че има планове за поне още десет. Първият роман, Зовът на кукувицата, е издаден на 4 април 2013 г., а най-новият роман, седми по ред, Отприщен гроб, е издаден на 26 септември 2023 г.
Първите две книги са адаптирани за Би Би Си 1 и излъчени в пет епизода през август и септември 2017 г. В служба на злото е адаптиран в два епизода, излъчени през февруари и март 2018 г. Четвъртият сезон, който е адаптация на Смъртоносно бяло, се състои от четири епизода, излъчени през август и септември 2020 г. Петият сезон, адаптация на Тревожна кръв, съдържащ четири епизода, е излъчен през декември 2022 г.

## Герои
- Корморан Страйк е корнуолски частен детектив, чийто офис се намира в Лондон. Той е ветеран от войната в Афганистан, където е загубил единия си крак. Майка му е починала, а баща му е известната рок звезда Джони Рокеби. Страйк само два пъти в живота си е виждал своя баща.
- Робин Елакот е асистентката и бизнес партьорка на Страйк.

## Телевизионна адаптация
През декември 2014 г. е обявено, че сериалът ще бъде адаптиран за телевизията от Би Би Си. През септември 2016 г. Том Бърк е потвърден за ролята на Корморан Страйк. Холидей Грейнджър е избрана за ролята на Робин Елакот по-късно през ноември същата година. До декември 2023 г. са излъчени 15 епизода, разпределени в пет сезона, базирани на първите пет книги.

## В България
| Заглавие             | Издателство | Публикуване      | Преводач   | Страници |
| Зовът на кукувицата  | Колибри     | 3 февруари 2014  | Надя Баева | 456      |
| Копринената буба     | Колибри     | 27 октомври 2014 | Надя Баева | 496      |
| В служба на злото    | Колибри     | 10 март 2016     | Надя Баева | 528      |
| Смъртоносно бяло     | Колибри     | 21 март 2019     | Надя Баева | 688      |
| Тревожна кръв        | Колибри     | 4 февруари 2021  | Надя Баева | 920      |
| Мастиленочерно сърце | Колибри     | 7 декември 2022  | Надя Баева | 1048     |
| Отприщен гроб        | Колибри     | 1 декември 2023  | Надя Баева | 1016     |